# ديسوجيستريل
ديسوجيستريل هو بروجستن مصنّع، يستخدم كمانع حمل هرموني. معظم حبوب منع الحمل الفموية المشتركة الموجودة في الأسواق اليوم تحتوي على كل من مركب الاستروجين (ايثنيل استراديول الأكثر شيوعاً)، بالإضافة إلى البروجستين (مركب يشبه هرمون البروجسترون) مثل الديسوجيستريل. ويشار احياناً إلى حبوب تنظيم النسل المحتوية على الديسوجيستريل باسم «الجيل الثالث» من وسائل منع الحمل الفموية، في المقابل، حبوب منع النسل التي تعتبر من «الجيل الثاني» (Tri-Levlenثلاثي الليفلين، على سبيل المثال) تحتوي على الاستروجين والبروجستين،9 ولكن البروجستين مختلف، مثل الليفونورغيستريل.
الديسوجيسترل يعد طليعة دواء (prodrug) للاينوجيستريل (3-كيتو ديسوجيستريل (. والذي له مفعول أندروجيني منخفض.

## الفوائد
الجيل الثالث من حبوب منع الحمل مناسبة للاستخدام لمرضى السكري اومرضى اضطرابات مستوى الدهون بسبب تـثيرها المحدود على مستويات السكر والدهون في الدم. بالإضافة إلى أن جرعة الاستروجين الاصطناعية فيها أقل من ما هو في الجيل الثاني من حبوب منع الحمل الفموية، مما يقلل من احتمال زيادة الوزن، مضض الثدي (ألم الثدي الدوري) والصداع النصفي (الشقيقة).
مدة عمل الدواء داخل الجسم
يستمر عمل الديسوجيستريل داخل الجسم ما بين اليوم الواحد إلى ثلاثة أيام بعد أخذه عن طريق الفم.

## عمليات الأيض للدواء
تتم عمليات الأيض على الديسوجيستريل بسرعة وبشكل تام عن طريق إضافة الهيدروكسيل إليه داخل الغشاء المخاطي للأمعاء وأيضا عن طريق الأيض الأولي في الكبد. ويتم استقلابه أولا إلى 3-ألفا-هيدروكسي ديسوجيستريل وبنسبة أقل يتم تشكل ال 3-بيتا-هيدروكسي ديسوجيستريل. ثم يتم أكسدة هذه النواتج بسرعة إلى الناتج الفعّال، ايتونوجيستريل (3-كيتو-ديسوجيستريل). بالإضافة إلى نواتج غير فعّالة مثل (2-هيدروكسي ديسوجيستريل).
وقد يتم أيضا إضافة مجموعات كيميائية أخرى كالغلوكورونيد والكبريتات إلى كل من الديسوجيستريل أو بعض نواتجه مثل (3-بيتا-هيدروكسي ديسوجيستريل، 15-بيتا-هيدروكسي ديسوجيستريل). وقد أوضحت الدراسات المخبرية المبكرة أن انزيم الكبد السيتوكرومي CYP2C9 وربما أيضا CYP2C19 لهما علاقة بتحويل الديسوجيستريل إلى 3-ألفا-هيدروكسي ديسوجيستريل و3—بيتا-هيدروكسي ديسوجيستريل، الا ان الدراسات السريرية التي تم اجرائها على الإنسان فيما بعد عارضت هذه النتيجة. وقد أوضحت الدراسات فيما بعد أن انزيم الكبد السيتوكرومي CYP3A4 يلعب دور مهم في استقلاب الديسوجيستريل. وبناءا على ذلك فان استخدام المثبطات أو المحفزات القوية لهذا الانزيم سيزيد من الآثار الجانبية للدواء أو سيؤدي إلى فشل العلاج به، على التوالي.
سمية الدواء
عند استخدام الدواء بجرعات كبيرة تظهر أعراض السمية ومنها الغثيان ونزيف المهبل.

## الديناميكا الدوائية
يستخدم الديسوجيستريل كمانع حمل للإناث. وهو عبارة عن بروجيستين أو شكل مصنّع للهرمون الطبيعي الأنثوي، بروجيستيرون. خلال دورة الحيض الطبيعية للمرأة، تنضج البويضة وتفرز من المبايض (اباضة). ثم يفرز المبيض هرمون البروجيسترون، فيمنع بذلك افراز المزيد من البويضات ويهيئ بطانة الرحم لاحتمالية حدوث حمل. إذا تم الحمل، فان مستوى البروجيسترون في الجسم يبقى مرتفع محافظا بذلك على بطانة الرحم، أما في حالة عدم حدوث حمل، فان مستوى البروجيسترون ينخفض في الجسم، وينتج بذلك الحيض. الديسوجيستريل يخدع الجسم ويجعله يعتقد أن عملية الاباضة حدثت، عن طريق رفعه لمستوى البروجيسترون المصنّع في الجسم، وبذلك يمنع افراز البويضات من المبايض.

## آلية عمل الدواء في الجسم
يرتبط الديسوجيستريل بمستقبلات البروجيسترون والايستروجين. يستهدف خلايا القناة التناسلية الأنثوية، غدد الثدييان، الغدة تحت المهاد، والغدة النخامية. بمجرد الرتباطه في المستقبلات، فانه يبطئ من عدد مرات افراز الهرمون المحرر لهرمونات الغدد التناسلية من الغدة النخامية، وبالتالي يمنع من وصول مستوى هرمون ملوتن (LH) إلى مستويات عالية في مرحلة قبل الاباضة.

## الآثار الجانبية[4]
قد يسبب الديسوجيسترول بعضا من الآثار الجانبية غير المرغوب بها، يجب على المستخدم اخبار الطبيب في حال ظهر أي منها، نذكر بعضها:
- آلام في البطن أو المعدة
- غياب، تأخر، أو عدم انتظام في الحيض
- توتر
- تغير في الرؤية أو لون الجلد
- وجع في الصدر أو الشعور بعدم الراحة
- رعشة برد أو حمى
- تغير لون البراز إلى لون أشهب داكن
- امساك أو اسهال
- سعال أو غثيان
- تغير سرعة نبضات القلب أو تعرق
- اعياء عام أو تعب غير اعتيادي

## موانع استخدام الديسوجيستريل[4]
لا يجوز استخدام موانع الحمل الفموية لدى النساء اللواتي يعانين من أي مما يلي:
- التهاب الوريد الخثاري أو اضطرابات تخثرية حالية أو إذا ما تم الإصابة بأي منها مسبقا
- أمراض الأوعية الدموية الدماغية أو أمراض الشريان التاجي
- سرطان الثدي المشخص أو إذا في حالة وجود احتمالية للإصابة به
- سرطان الرحم أو غيرها من الأورام الخبيثة التي قد يسببها بالاستروجين
- نزيف من الأعضاء التناسلية غير المشخص
- اليرقان الصفراوي المرتبط بالحمل أو اليرقان السابق لاستخدام الحبوب
- أورام الكبد
- وجود أو احتمالية الحمل

## جدل
في فبراير 2007، أصدرت مجموعة مناصرة المستهلك «المواطن العام» عريضة طلب للمؤسسة العامة للغذاء والدواء (FDA) بحظر وسائل منع الحمل الفموية التي تحتوي على الديسوجيستريل "desogestrel"، وذلك نقلا عن دراسات تعود إلى عام 1995 تشير إلى تضاعف خطر جلطات الدم الخطيرة للنساء في مثل هذه الحبوب مقارنةً مع غيرها من وسائل منع الحمل الفموية 
. وفي عام 2009، أصدر مجموعة «المواطن العام» قائمة من التوصيات التي شملت العديد من البدائل من الجيل الثاني من حبوب منع الحمل التي يمكن للمرأة أن تأخذها بدلاً من وسائل منع الحمل الفموية التي تحتوي على الديسوجيستريل " "desogestrel. معظم تلك الأدوية من الجيل الثاني موجودة في الأسواق من مدة أطول ولقد ثبت بأنها فعالة في منع الحمل غير المرغوب فيه، ولكن مع خطر أقل لتجلط الدم.
الأدوية التي استند اليها في تقديم عريضة الطلب تشمل بالتحديد: أبري-28 (Apri-28), سايكلسا (Cyclessa), ديسوجين (Desogen), كاريفا (Kariva), ميرسيت (Mircette), أورثو سيبت (Ortho-cept), ريكلبسين (Reclipsen), فيلفت (Velivet), وبعض الأقراص العامة الأصلية.
التداخلات الدوائية
يجب توخي الحذر عند استخدامه مع أدوية أخرى وذلك لأنه يعد من الأدوية ذات التداخلات الدوائية المتعددة مثل تداخله مع الأتروبين والفينوباربيتال والريفابيوتين والريفامبين ونبتة سان دونز (العرن المثقوب) وغيره من التداخلات.
الأسماء التجارية
من الأسماء التجارية للديسوجيسترول: ديسوجين، وميرسيت.

## وصلات خارجية
http://www.clotcare.com/oralcontraceptivebloodclots2.aspx